# Biserica reformată din Miercurea Nirajului
Biserica reformată din Miercurea Nirajului (în maghiară Nyárádszeredai református templom) este o biserică construită în 1838 în locul vechiului edificiu medieval pe piața centrală din localitate. Ansamblul clădirii a recăpătat forma actuală odată cu construirea turnului impunător cu aripile dreapta și stânga, săli de adunare și birouri în stil eclectic cu elemente neoclasiciste.

## Istoric

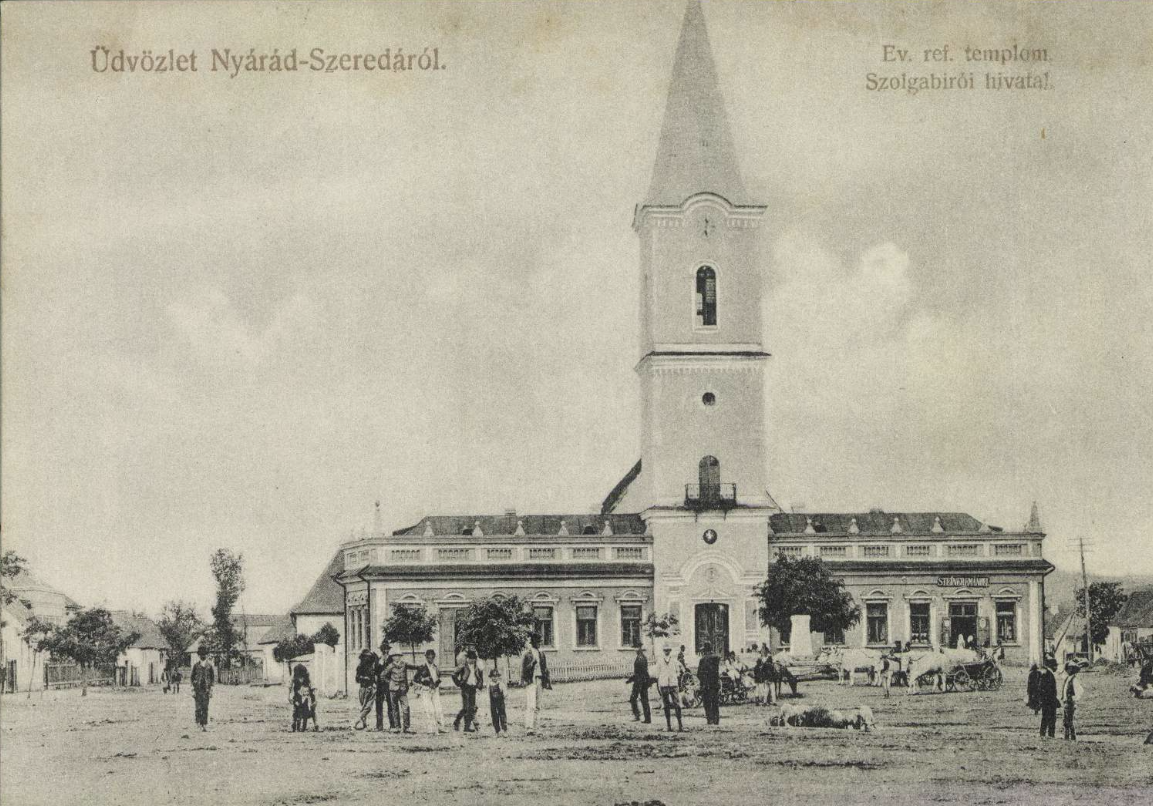
Biserica pe o carte postală din perioada antebelică

Nu se cunoaște exact anul înființării parohiei din Miercurea Nirajului, dar se poate concluziona din datele înregistrate în urma vizitei episcopului din 1606 că a fost înființată încă din secolul al XVI-lea. De asemenea potrivit documentelor, biserica avea nevoie de renovare în 1650. În locul vechii biserici, un nou edificiu a fost construit în 1838 cu o clopotniță de lemn. Între 1894 și 1895, în timpul episcopului Domokos Szász și a preotului paroh Károly Szász, a fost construit un impunător turn de cărămidă cu aripi de dreapta și stânga care conțin săli de adunare și birouri.
Bustul lui Ștefan Bocskai din Miercurea Nirajului a fost depozitat de două ori (1924-1933, 1944-1997) de-a lungul istoriei în interiorul bisericii când circumstanțele au forțat locuitorii să-și mute monumentul din spațiul public.

## Descriere
Coroana amvonului este cel mai vechi obiect de mobilier al bisericii actuale datându-se din 1765 și provine din interiorul bisericii demolate. Se poate citi următoarea inscripție în limba maghiară:
„V. Tot Ferencz élete párjával nemzetes Szabó Sárával edjütt Csináltatta Isten dicsőségére 1765. Javittatott 1866. évben, Kiálcs telyes torokkal meg ne szünjél mint a trombita emeld fel a te szódat.”
, care poate fi tradusă astfel:
„A fost făcut pentru slava lui Dumnezeu de V. Tot Ferencz împreună cu Szabó Sára. A fost renovat în anul 1866. Strigă din toate puterile și nu te opri, dă drumul glasului să sune ca o trâmbiță.”

## Monumente
Biserica și grădina bisericii reformate din Miercurea Nirajului a constituit și constituie pentru comunitatea locală un loc de refugiu de conștientizare al memoriei colective. În interiorul turnului prin care se face intrarea în nava lăcașului de cult sunt dezvelite plăci memoriale în cinstea fiilor orașului care și-au jertfit viața în Primul și cel de-al Doilea Război Mondial. Totodată, aici se găsește placa memorială a înaintașilor care au reconstruit biserica între 1894-1895 și soclul bustului lui Ștefan Bocskai utilizat în timpul refugierii sculpturii în interiorul lăcașului de cult (1924-1933 și 1944-1997). În grădina parohiei reformate se găsește Statuia grănicerului secui și Bustul prințului Csaba.

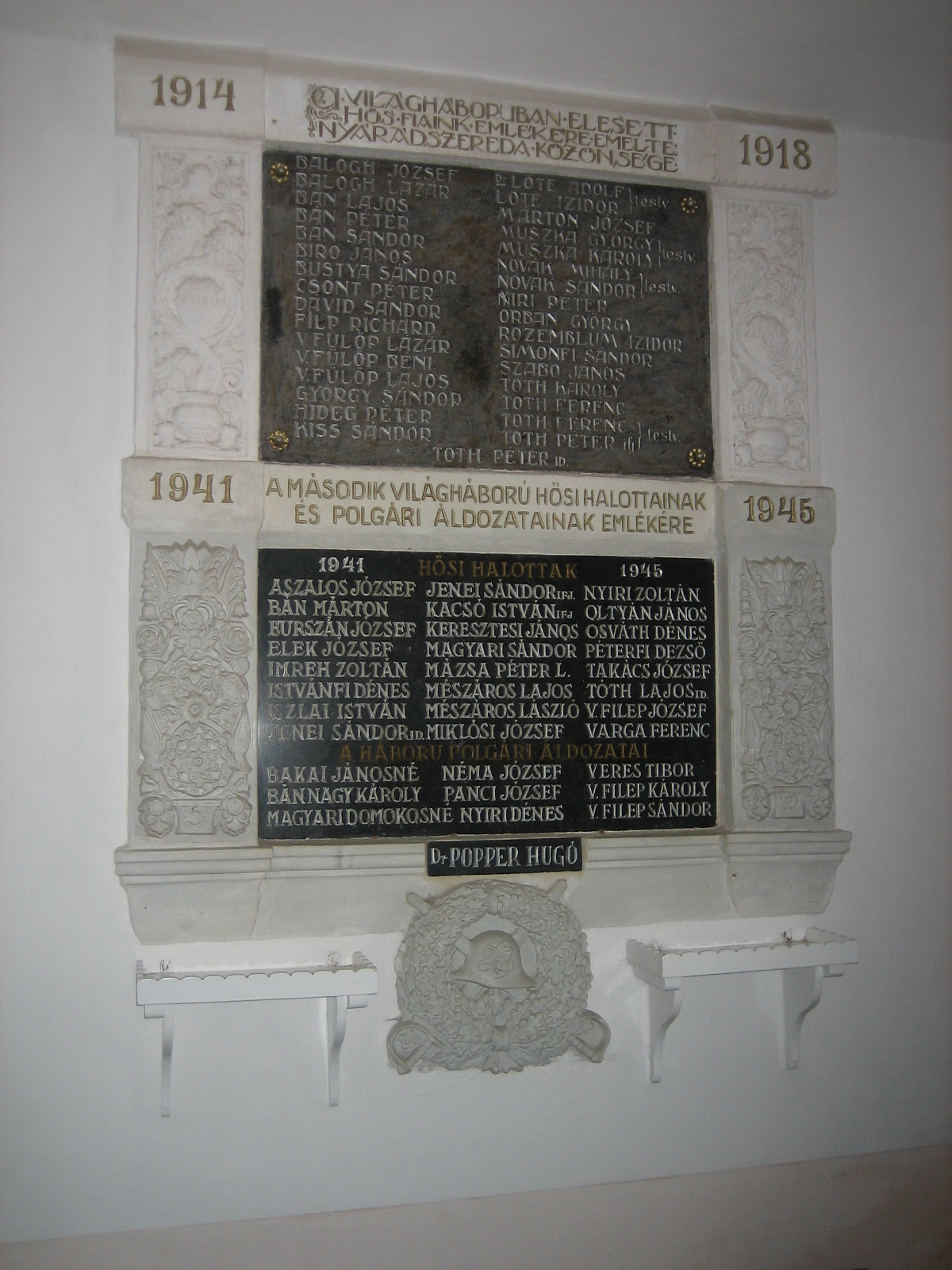
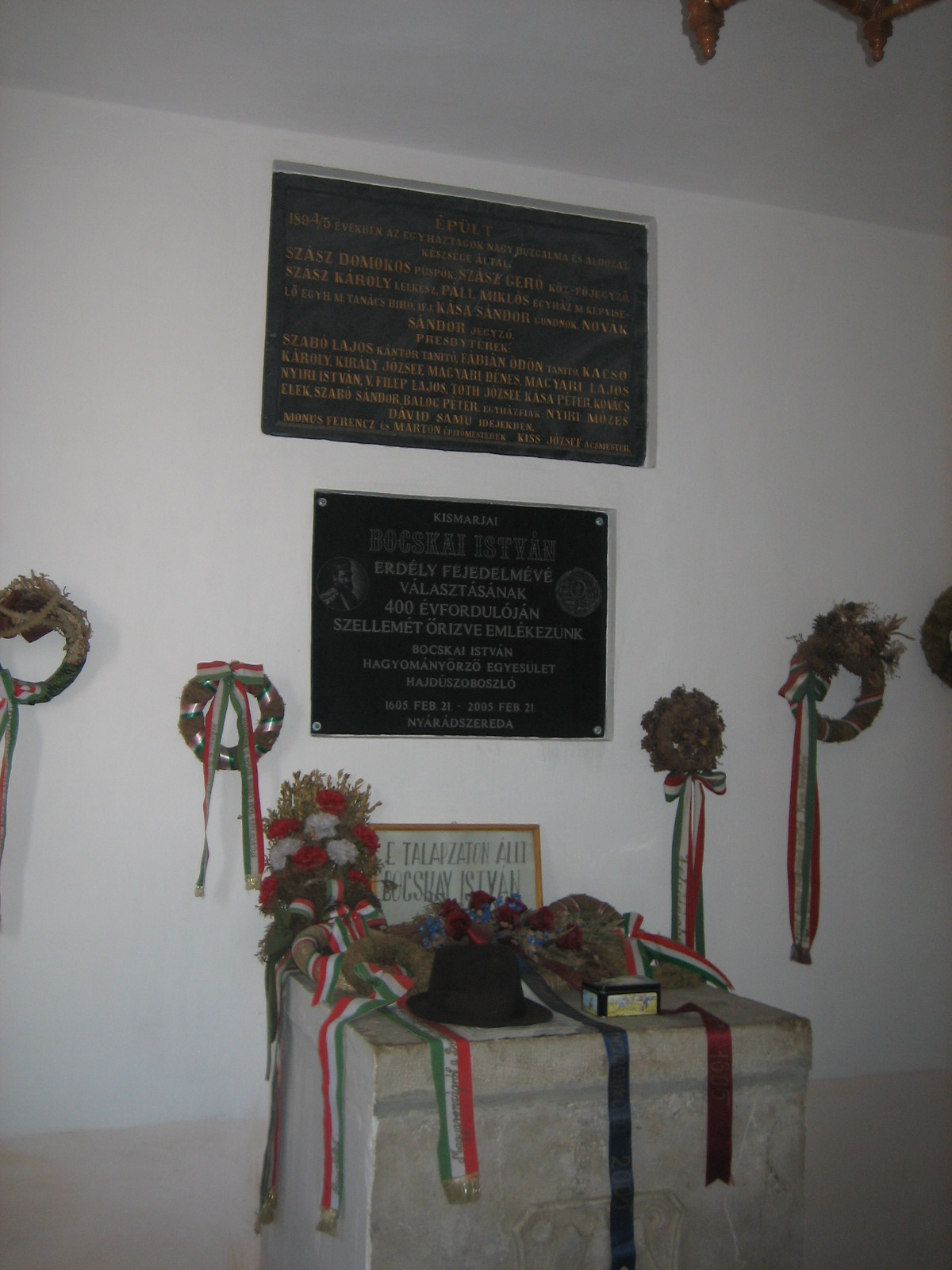